# معاویه بن هشام
معاویه بن هشام، یک ژنرال عرب و پسر خلیفه اموی، هشام بن عبدالملک بود که به خاطر اعمالش در جنگ‌های اعراب و بیزانس مشهور گشت. پسر وی، عبدالرحمن داخل، مؤسس امارت قرطبه و اندلس اموی بود.